# Hámori Gabriella
Hámori Gabriella (Szarvas, 1978. november 1. –) Jászai Mari-díjas magyar színésznő.

## Életpályája

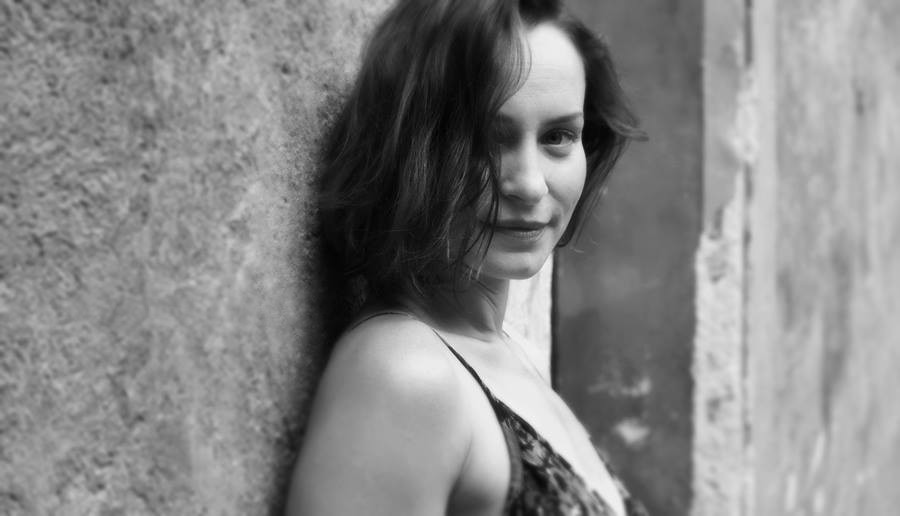
Stekovics Gáspár felvétele

2001-ben végzett a Színház- és Filmművészeti Egyetemen, Marton Lászlónál tanult. Az egyetemi évek alatt bizonyította tehetségét, a Pesti Színházban szerepelt a Tótékban. A Vígszínházban a Bűn és bűnhődésben játszott. 2001–2004 között a Radnóti Miklós Színház tagja volt. 2004-től a Vígszínház, majd az Örkény István Színház tagja, amelynek vezető színésznője. 2011-ben kísérletező alkat lévén megpróbált Los Angelesben és Berlinben is érvényesülni, a német fővárosban párjával, Márton Dávid magyar színházi rendezővel élt együtt. Játszott a Márton Dávid rendezte Macbeth című darabban a berlini Volksühne színházban német nyelven.
A 2003 óta az egyik legfoglalkoztatottabb magyar filmszínésznő, az országos népszerűséget Bergendi Péter vígjátéka, az Állítsátok meg Terézanyut! hozta el számára, amelyben a főszerepet alakította. Számtalan filmbéli alakítását díjazták itthon és külföldön is. Pályáját statisztaként kezdte. Több amerikai szuperprodukció szerepére is esélyes volt: az Oscar-díjas Danny Boyle elküldte neki a Transz című filmje teljes forgatókönyvét, a Mission: Impossible – Titkos nemzet című filmben pedig a női főszerepre hallgatták meg. Utóbbi szerepet – Tom Cruise partnerét játszva – végül a svéd Rebecca Ferguson alakította.
2012 és 2014 között Berlin és Budapest között ingázott. 2014 tavaszán az Örkény Színházban bemutatásra kerülő Stuart Mária című Schiller-dráma címszerepe miatt tért haza. Első poplemeze Nem örmény népzene címmel 2014 őszén jelent meg. Az albumon szereplő dalok közül számtalan szerzemény szövegét saját maga írta. A "Mindenki mindent akar" című dalt külföldi rádiók is játszották, Paul Smith manchesteri rádiós műsorvezető Through The Curtain Show című rádióműsorában is hallható volt. Professzionális szinten játszik fuvolán.
2015-ben az A-kategóriás 39. Montreali World Filmfesztiválon mutatták be a Vékes Csaba rendezte Ál(l)omás című rövidfilmet, amelyben főszerepet alakít Lázár Kati és Máté Gábor oldalán.
Élettársa Juhász Péter (politikus) az Együtt – a Korszakváltók Pártja elnöke. 2017 decemberében született meg közös kislányuk, Lotti.

## Színházi szerepei
- Singer: Bolond Gimpel....Neta; Bárány
- Weiss: Jean Paul Marat üldöztetése és meggyilkolása... ahogy a charentoni elmegyógyintézet színjátszói előadják De Sade úr betanításában és ahogy azt a Gyulai Éjszakai Színtársulat színjátszói előadják ezerkilencszázkilencvenkilenc augusztusában....
- Wedekind: A tavasz ébredése....Bergmann Wendla
- Örkény István: Tóték....Ágika
- Molière: Képzelt beteg....Lujzácska
- Euripidész: Alkésztisz....
- Molnár Ferenc: Liliom....Juli
- Dosztojevszkij: Bűn és bűnhődés....Szonya
- Joyce: Számkivetettek....Brigid
- McDonagh: A kripli....Helen
- Hauptman: Patkányok....Walburga
- Füst-Darvasi: Störr kapitány....Miss Borton
- Molnár Ferenc: Az ördög....Selyem Cinka
- Pintér Béla: Parasztopera....A menyasszony
- Jahnn: Medea....Dajka
- Klesit: A bosszú (A Schroffenstein-család)....Ágnes
- Dosztojevszkij: Fehér éjszakák....A lány
- Wedekind: Lulu....Lulu
- Csehov: Sirály....Zarecsnaja, Nyina Mihajlovna, fiatal lány
- Brecht: Filléres opera....Polly
- Gombrowicz: Yvonne, Burgundi hercegnő....Yvonne
- Molnár Ferenc: Az üvegcipő....Irma
- Euripidész-Szophoklész: Élektra....Élektra
- William Shakespeare: Vízkereszt, vagy bánom is én...Viola
- Koljada: Szibéria Transz....Olga
- Szép Ernő: Kávécsarnok....Egy kisasszony
- Kárpáti Péter: Búvárszínház....Gigi
- Keun: A műselyemlány....Doris
- Molière: Mizantróp....Célimene
- Feydeau: A hülyéje....Armandine
- Crouch-McDermot-Hoffmann: Jógyerekek képeskönyve....Robika
- Máthé Zsolt: Virrasztó éji felleg....
- Ödön von Horváth: Kasimir és Karoline....Erna; Juanita
- Kaurismäki-Murger: Bohémélet....Mimi
- Tasnádi-Várady-Dömötör: Kihagyhatatlan....
- Csehov: Ványa bácsi....Jelena Andrejevna
- Fő az illúzió....
- Bíró Kriszta: Nőnyugat....
- Ravenhill: A termék....

### Egyéb színházi szerepei
- Fekete Péter (1997)
- Egy szobalány Londonban – Felolvasószínház (2003)

## Filmjei
- A leghíresebb éjszaka (2000)
- Jadviga párnája (2000)
- I love Budapest (2001)
- Valami Amerika (2002)
- Ott vagy még? (2002)
- Magyar szépség (2003)
- Karácsony verse (2003)
- Szezon (2004)
- Állítsátok meg Terézanyut! (2004)
- A miskolci boniésklájd (2004)
- Csodálatos vadállatok (2005)
- Örkény lexikon (2006)
- Konrád György: Fenn a hegyen (2006)
- Nyugat 100 – Nyugat mesék (2008)
- Eszter hagyatéka (2008)
- Kaméleon (2008)
- Utolsó jelentés Annáról (2009)
- Budapest (2009)
- Szinglik éjszakája (2009)
- Téli nap (2010)
- A vizsga (2011)
- Blindfolded  (2014)
- Ál(l)omás  (2015)
- Trezor (2018)
- Post Mortem (2021)
- A legjobb tudomásom szerint (2021)
- A játszma (2022)

## Szinkronszerepei
- A panamai szabó: Marta - Leonor Varela
- A velencei kalmár: Jessica - Zuleikha Robinson
- Én kicsi pónim: Varázslatos barátság: Celestia hercegnő
- 40 éves szűz: Marla - Kat Dennings
- Manderlay: Grace Margaret Mulligan - Bryce Dallas Howard
- Ruben Brandt, a gyűjtő: Mimi (az animációs karakter magyar és nemzetközi hangja)[8]

## CD-k és hangoskönyvek
- A Grimm testvérek legszebb meséi
- Disney: A szépség és a szörnyeteg

## Díjai, elismerései
- Legígéretesebb pályakezdő (Filmszemle) (2000)
- Színikritikusok díja - Liliom (2001)
- Soós Imre-díj (2005)
- Pesti Műsor-díj (2005)
- Mensáros-díj (2006)
- Gundel-díj (2006)
- Színikritikusok díja - a legjobb női alakításért (Élektra) (2006)
- Színikritikusok díja - a legjobb női alakításért (Az üvegcipő) (2006)
- Brighella-díj (Vidor Fesztivál) (2006)
- 56. Berlinale - Berlini Nemzetközi Filmfesztivál- Magyar Shootin Star (2006)
- Story Ötcsillag-díj (2007)
- Jászai Mari-díj (2007)
- Junior Prima díj (2008)
- Arany Medál díj – „Az év hazai színésznője” (2009, 2012) [9][10]
- New York-i Gotham Screen Nemzetközi Filmfesztivál - A legjobb színésznő díja  (2012) /A vizsga/[11]
- Los Angeles-i Magyar Filmfesztivál - A legjobb színésznő (2012) /A vizsga/[12][13]
- Magyar Filmdíj – A legjobb női főszereplő (2022) /A legjobb tudomásom szerint/
- Magyar Filmdíj – A legjobb női mellékszereplő (2022) /A játszma/